# Christian Diener (Schwimmer)
Christian Diener (* 3. Juni 1993 in Cottbus) ist ein deutscher Schwimmer vom Potsdamer SV im OSC Potsdam, der in Potsdam wohnt und dort von Jörg Hoffmann trainiert wird.
Er wurde 2011 Juniorenweltmeister sowie 2010 und 2011 Junioreneuropameister über 50 Meter Rücken, 2011 auch über 100 und 200 Meter.
Sein bisher größter Erfolg ist der Vizeeuropameistertitel über 200 Meter Rücken 2014 in Berlin. Über 100 Meter und mit der Lagenstaffel belegte er Platz vier. Bei den Europameisterschaften 2018 gewann er Bronze mit der Lagenstaffel. Bei den Olympischen Spielen 2016 war Diener der einzige deutsche Schwimmer, der bei all seinen Starts eine neue persönliche Bestzeit aufstellte. Über 200 Meter Rücken wurde er dort Siebenter.
In der 4 × 50-m-Lagenstaffel errang er bei den Kurzbahneuropameisterschaften 2011 Bronze. Bei den Kurzbahneuropameisterschaften 2013 gewann er Silber über 50 Meter Rücken und in der 4 × 50-m-Mixed-Staffel sowie Bronze über 200 Meter Rücken und in der 4 × 50-m-Lagenstaffel. Nachdem der über 100 Meter Rücken zweitplatzierte Russe Witali Melnikow nachträglich als Dopingsünder überführt wurde, kam Diener dort auf den Bronzerang und in der 4 × 50-m-Lagenstaffel auf Silber. Bei den Kurzbahneuropameisterschaften 2019 gewann er über alle drei Rückendistanzen die Silbermedaille.

## Ausbildung
Dieners schwimmerische Karriere wurde sehr zeitig erkannt und gefördert. Nachdem er das Seepferdchen ablegte, begann er mit dem Schwimmtraining beim PSV Cottbus 90 und besuchte ab der 4. Klasse die „Sportbetonte Grundschule“ in Cottbus, somit war ein zwischen Verein und Schule gut koordiniertes Training sowohl vor als auch nach dem Unterricht möglich. Sein Trainerteam Uwe Sachse und Petra Petrov führten ihn zu seinen ersten Erfolge bei den brandenburgischen Landesmeisterschaften. Ein starkes Interesse für den Leistungssport empfahlen ihn für eine Aufnahme an die Sportschule „Friedrich-Ludwig-Jahn“ in Potsdam (Olympiastützpunkt und Bundesnachwuchsstützpunkt Schwimmen), die er ab Sommer 2005 besuchte. Dort wurde er von seinen Trainern Marko Letz und Jörg Hoffmann zu einem Nachwuchstalent gefördert, der sowohl bei den Deutschen Jahrgangsmeisterschaften als auch bei den Jugendeuropa- und Jugendweltmeisterschaften Medaillen gewann. Seine Trainingsgruppe war eine sehr starke Gruppe, so dass er zusammen mit ihr bei den Schulweltmeisterschaften 2009 gewinnen konnte. Zahlreiche deutsche Altersklassenrekorde verbesserte er in dieser Zeit.
Nach dem Abitur 2013 wurde er in die Sportfördergruppe der Bundeswehr aufgenommen und wurde Sportsoldat. Somit konnte er auch an den Militärweltmeisterschaften mit zahlreichen Erfolgen teilnehmen. Diener nahm ein Studium des Bauingenieurwesens an der Fachhochschule Potsdam auf. Nach seiner Teilnahme an den Olympischen Spielen 2016 beginnt er ein duales Studium an der Fachhochschule für Sport und Management in Potsdam.

## Erfolge

### Olympische Spiele
2016: Olympische Spiele in Rio de Janeiro (Brasilien)
- 7. Platz 200 m Rücken

2010: Olympische Jugendspiele in Singapur
- 3. Platz mit der 4 × 100-m-Lagenstaffel

### Weltmeisterschaften
2015: Weltmeisterschaften in Kasan (Russland):
- 9. Platz 200 m Rücken

2014: Kurzbahnweltmeisterschaften in Doha (Katar)
- 5. Platz 100 m Rücken
- 7. Platz mit der 4 × 50-m-Lagen-Mixed-Staffel
- 8. Platz mit der 4 × 100-m-Lagenstaffel

2014: CISM Militärweltmeisterschaften in Tenero (Schweiz)
- 1. Platz 200 m Rücken (neuer CISM-Weltrekord)
- 1. Platz 100 m Rücken
- 1. Platz mit der 4 × 100-m-LagensStaffel
- 3. Platz 50 m Rücken

2012: Kurzbahnweltmeisterschaften in Istanbul (Türkei)
- 8. Platz 100 m Rücken
- 8. Platz 200 m Rücken

2011: Juniorenweltmeisterschaften in Lima (Peru)
- 1. Platz 50 m Rücken (neuer JWM-Rekord, aufgestellt im Halbfinale)

2009: Schulweltmeisterschaften in Antalya (Türkei)
- 1. Platz 50 m Rücken
- 1. Platz mit der 4 × 50-m-Lagenstaffel
- 1. Platz mit der 6 × 50-m-Freistilstaffel
- 2. Platz 50 m Schmetterling

### Europameisterschaften
2019: Kurzbahneuropameisterschaften in Glasgow (Großbritannien):
- 2. Platz 50 m Rücken
- 2. Platz 100 m Rücken
- 2. Platz 200 m Rücken

2018: Europameisterschaften in Glasgow (Großbritannien):
- 3. Platz mit der 4 × 100-m-Lagenstaffel

2014: Europameisterschaften in Berlin (Deutschland)
- 2. Platz 200 m Rücken
- 4. Platz 100 m Rücken
- Einsatz als Vorlaufschwimmer in der 4 × 100-m-Lagenstaffel, die im Finale Platz 4 belegt

2013: Kurzbahneuropameisterschaften in Herning (Dänemark)
- 1. Platz mit der 4 × 50-m-Lagen-Mixed-Staffel
- 2. Platz 50 m Rücken
- 3. Platz 200 m Rücken
- 3. Platz mit der 4 × 50-m-Lagenstaffel
- 5. Platz 100 m Rücken

2012: Kurzbahneuropameisterschaften in Chartres (Frankreich):
- 4. Platz 200 m Rücken
- 5. Platz 50 m Rücken
- 6. Platz 100 m Rücken
- 6. Platz mit der 4 × 50-m-Lagen-Mixed-Staffel

2012: Europameisterschaften in Debrecen (Ungarn)
- 9. Platz 50 m Rücken
- Einsatz als Vorlaufschwimmer in der 4 × 100-m-Lagenstaffel, die im Finale Silber gewinnt

2011: Kurzbahneuropameisterschaften in Stettin (Polen)
- 3. Platz mit der 4 × 50 m-Lagenstaffel
- 4. Platz 50 m Rücken
- 6. Platz 100 m Rücken

2011: Junioreneuropameisterschaften in Belgrad (Serbien)
- 1. Platz 50 m Rücken (mit deutschen Altersklassenrekord und JEM-Rekord)
- 1. Platz 100 m Rücken
- 1. Platz 200 m Rücken
- 2. Platz mit der 4 × 100-m-Lagenstaffel

2010: Junioreneuropameisterschaften in Helsinki (Finnland)
- 1. Platz 50 m Rücken
- 3. Platz mit der 4 × 100-m-Lagenstaffel

### Deutsche Meisterschaften
2014: Deutsche Kurzbahnmeisterschaften in Wuppertal
- 1. Platz 50 m Rücken
- 1. Platz 100 m Rücken
- 1. Platz 200 m Rücken
- 1. Platz mit der 4 × 50-m-Freistilstaffel
- 1. Platz mit der 4 × 50-m-Lagenstaffel

2014: Deutsche Meisterschaften in Berlin
- 2. Platz 100 m Rücken
- 2. Platz 200 m Rücken
- 3. Platz 50 m Rücken

2013: Deutsche Kurzbahnmeisterschaften in Wuppertal
- 1. Platz 50 m Rücken
- 1. Platz 100 m Rücken
- 1. Platz 200 m Rücken

2012: Deutsche Meisterschaften in Berlin
- 4. Platz 100 m Rücken
- 4. Platz 200 m Rücken

2011: Deutsche Kurzbahnmeisterschaften in Wuppertal
- 1. Platz 50 m Rücken
- 1. Platz 100 m Rücken
- 1. Platz 200 m Rücken

2011: Deutsche Meisterschaften in Berlin
- 2. Platz 50 m Rücken

2010: Deutsche Kurzbahnmeisterschaften in Wuppertal
- 2. Platz 50 m Rücken

## Rekorde
Diener stellte 12 deutsche Altersklassenrekorde auf der Kurz- und Langbahn auf.
Am 1. September 2014 schwamm Diener in 1:49,14 min über 200 Meter Rücken beim World Cup in Dubai einen neuen deutschen Kurzbahnrekord. Über 100 Meter Rücken stellte er bei den Kurzbahneuropameisterschaften 2019 in Glasgow in 49,94 s den deutschen Rekord von Helge Meeuw ein. Am 18. Oktober 2020 unterbot er mit einer Zeit von 22,76 s über 50 Meter Rücken beim zweiten Match der International Swimming League (ISL) in Budapest den mehr als zehn Jahre alten deutschen Kurzbahnrekord von Thomas Rupprath. Damit hält er im Rückenschwimmen alle drei deutschen Kurzbahnrekorde auf den Einzelstrecken.
Daneben war er Mitglied der DSV-Nationalstaffeln bei den nationalen Kurzbahnrekorden in den drei Lagenstaffeln: Über 4 × 100 Meter in 3:23,37 min am 7. Dezember 2014 bei den Weltmeisterschaften in Doha, über 4 × 50 Meter in 1:31,80 min am 16. Dezember 2018 bei den Weltmeisterschaften in Hangzhou und über 4 × 50 Meter Mixed in 1:37,83 min am 14. Dezember 2017 bei den Europameisterschaften in Kopenhagen.